# Povstání v Herátu
Povstání ve městě Herát bylo ozbrojený výstup proti vládnoucímu hnutí Tálibán s centrem ve městě Herát na severozápadě země; součástí války v Afghánistánu. Na přípravě povstání se podíleli příslušníci Severní aliance ve spolupráci s americkými a íránskými tajnými službami. Zajímavá byla právě íránsko-americká spolupráce, která probíhala v době vyhrocení vzájemných vztahů.

## Zapojené jednotky
Ze strany USA se do boje zapojili vojáci pod velením generála Tommyho Frankse. Jmenovitě šlo o příslušníky jednotek Rangers a Delta Force. Z íránské strany se akce zúčastnili agenti speciálních jednotek Quds pod velením generála Jahjá Rahím Safawího, velitele íránských revolučních gard. Severní aliance měla k dispozici 5 000 mužů, které vedl známý polní velitel Isma'il Chán. Proslavil se už během bojů proti sovětské armádě a do roku 1995 působil jako guvernér Herátu.

## Plán
Generálové Franks a Safawí vypracovali plán, podle kterého se v první fázi měly íránské jednotky infiltrovat do města a podněcovat lidi k povstání. Po vytvoření vhodného prostředí měla do města vtrhnout vojska Severní aliance. Na plán dohlíželi američtí a íránští plánovači z íránského hlavního města Teherán.

## Průběh
Letecké útoky začaly již 7. října. Americké nálety byly namířeny proti vojenské technice, důležitým prvkem infrastruktury, jakož i podzemním komplexem. Zasažené bylo i místní letiště, na kterém se nacházelo několik bojových letounů sovětské výroby.
Íránským jednotkám se podařilo oblast úspěšně infiltrovat a 12. listopadu byly spuštěny akce namířené proti Tálibánu. To poskytlo možnost bojovníkům Severní aliance provázených americkými speciálními jednotkami dostat se do města. Taliban se ani nepokoušel udržet si kontrolu nad městem a stáhl se do hor na íránských hranicích, přičemž za sebou zanechal velké množství vojenského materiálu. Do zajetí padlo i několik zahraničních bojovníků z Čečenska a různých arabských zemí.

## Důsledky
Po ústupu Talibanu propukly ve městě oslavy. Isma'il Chán dal milost všem bojovníkům Talibanu kteří se vzdají, ale zároveň je varoval před návratem k nepříteli. Chán byl opět jmenován guvernérem, ale ve funkci setrval jen do roku 2004, když ho odvolal afghánský prezident Hámid Karzaj. Toto rozhodnutí se setkalo s nevolí obyvatel, která vyústila až do násilných protestů.